# Zasłonak żółtawy

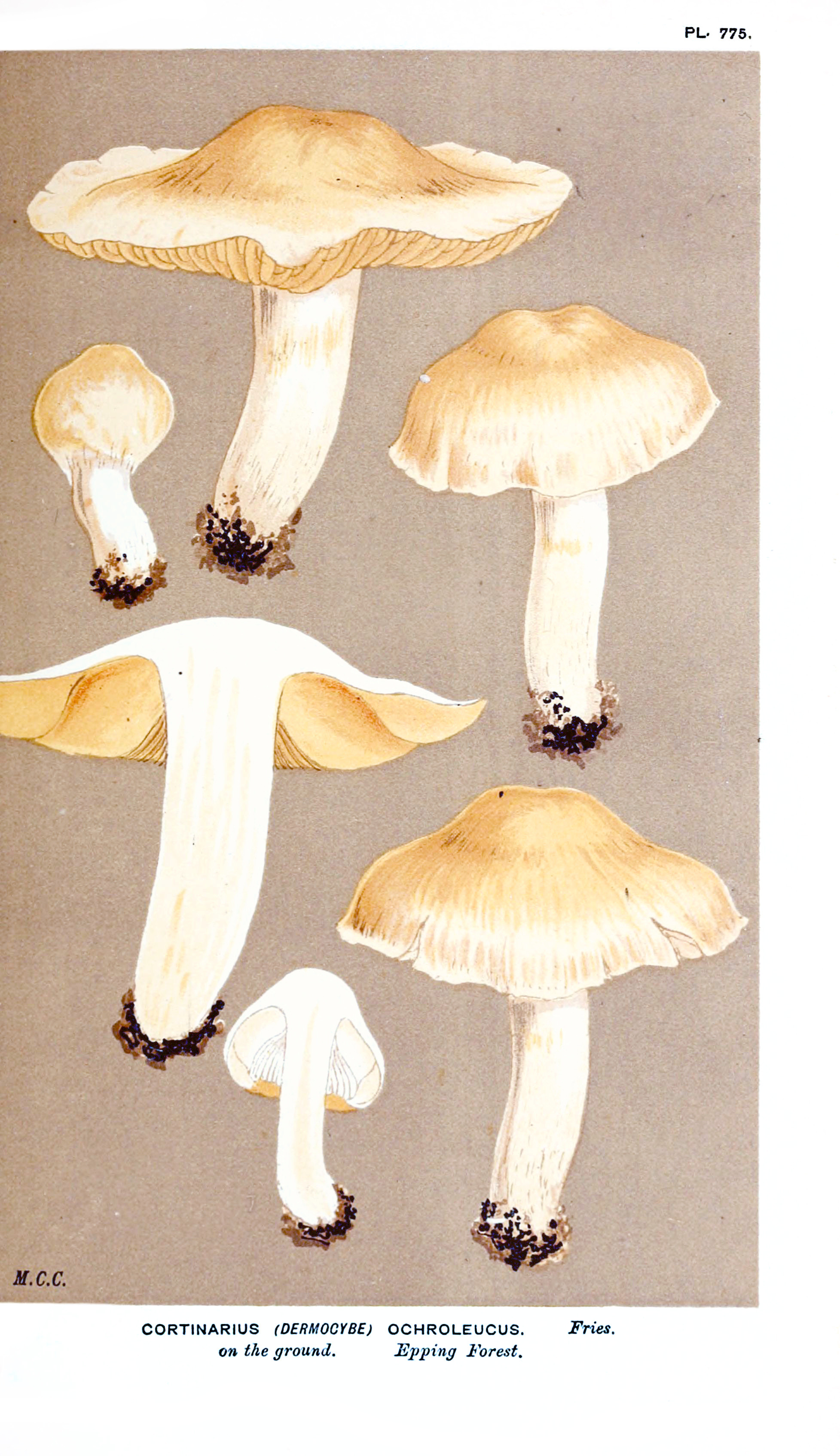

Zasłonak żółtawy (Thaxterogaster ochroleucus (Schaeff.) Niskanen & Liimat.) – gatunek grzybów należący do rodziny zasłonakowatych (Cortinariaceae).

## Systematyka i nazewnictwo
Pozycja w klasyfikacji według Index Fungorum: Thaxterogaster, Cortinariaceae, Agaricales, Agaricomycetidae, Agaricomycetes, Agaricomycotina, Basidiomycota, Fungi.
Po raz pierwszy opisał ten takson Jacob Christian von Schaeffer w 1774 r. jako Agaricus ochroleucus. W 2022 r. Tuula Niskanen i Kare Liimatainen przenieśli go do rodzaju Aureonarius
Synonimy:
- Agaricus ochroleucus Schaeff. 1774
- Cortinarius ochroleucus (Schaeff.) Fr. 1838
- Dermocybe ochroleuca (Schaeff.) Wünsche 1877
- Gomphos ochroleucus (Schaeff.) Kuntze 1891
- Myxacium ochroleucum (Schaeff.) P. Kumm. 1871[2].

Nazwę polską nadał Andrzej Nespiak w 1975 r. Jest niespójna z aktualną nazwą naukową.

## Morfologia
Kapelusz
Średnica 2–6 cm, początkowo łukowaty, potem spłaszczony z szerokim garbem. Powierzchnia białawoochrowa z jedwabistym połyskiem (przynajmniej u młodych okazów). Jest tylko słabo higrofaniczny; w stanie wilgotnym staje się nieznacznie lepki i ciemniejszy – kremowy do ochrowego.
Blaszki
Przyrośnięte, średnio gęste lub rzadkie.
Trzon
Wysokość 2–9 cm, grubość 5–12 mm, początkowo pełny, potem pusty, walcowaty lub wrzecionowaty. Powierzchnia biaława i jedwabista ze strefą pierścieniową. Zasnówka biała.
Miąższ grzyba
Cienki, białawy, pod działaniem KOH czerwonawy. Smak gorzki, zapach niewyraźny.
Zarodniki
Zarodniki eliptyczne, raczej gładkie, o rozmiarach 7–8 × 4–5,5 μm.
Gatunki podobne
- zasłonak biały (Cortinarius eburneus) rośnie raczej pod drzewami iglastymi i jego miąższ nie zmienia barwy pod działaniem KOH[4].
- Cortinarius causticus jest bardziej oślizgły, ma charakterystyczny zapach, a gorzka jest tylko jego skórka kapelusza[4].

## Występowanie i siedlisko
Znane są jego stanowiska w Ameryce Północnej, Europie i Maroku. W Europie występuje w niektórych tylko krajach. W piśmiennictwie naukowym na terenie Polski do 2003 r. podano tylko jedno stanowisko.
Grzyb mikoryzowy. Rośnie na ziemi w lasach liściastych, pojedynczo lub w grupach, szczególnie pod dębami i bukami od września do listopada.